# Елефтерія Елефтеріу
Елефте́рія «Ель» Елефте́ріу (грец. Ελευθερία Ελευθερίου; нар. 12 травня 1989, Паралімні, Кіпр) — греко-кіпріотська співачка, представниця Греції на пісенному конкурсі Євробачення 2012.

## Біографія
Елефтерія Елефтеріу народилася на острові Кіпр у Паралімні, а виросла у Френаросі, район Фамагуста. У 9 років почала брати уроки з теорії музики та гри на фортепіано. У віці 15 років почала займатися вокалом. Після кількох виступів у складі музичних колективів та як соліста з оркестром Телерадіокомпанії Кіпру (CyBC), розпочала професійну співочу кар'єру, щойно Елефтерії виповнилося 18 років.
Під час навчання в Університеті Суррея, що на півдні Англії, продовжувала займатися музикою та час від часу виступали у клубах Греції. Однак справжню популярність співачка здобула після участі у другому сезоні талант-шоу «The X-Factor», яке створює телеканал ANT1. Елефтерія не здобула перемогу у проекті, проте після вибуття із конкурсу отримала пропозицію про співпрацю від грецького співака Сакіса Руваса, який був ведучим X Factor.
2010 року Елефтерія Елефтеріу взяла участь у національному відборі на пісенний конкурс Євробачення. Однак конкурсна пісня «Tables are turning» потрапила в інтернет-ротацію раніше встановленого строку, і Грецька корпорація телерадіомовлення дискваліфікувала співачку. Пізніше Елефтеріу окрім Руваса також співпрацювала із Тамтою, Нікосом Вертісом. 1 грудня 2011 року було офіційно розірвано контракт із Sony Music Greece, нову угоду укладено із лейблом Universal Music Greece.
5 березня 2012 року оголошено, що Елефтерія Елефтеріу стала одним із 4 учасників національного відбору Греції на пісенний конкурс Євробачення 2012. У конкурсі також брали участь музиканти Кассіопі (пісня «Baby I'm Yours»), Дора Кацікоянні («Killer Bee») та Velvet Fire («No Parking»). 12 березня 2012 року Елефтерія Елефтеріу здобула перемогу і представлятиме Грецію на конкурсі Євробачення 2012 в Баку із англомовною піснею «Aphrodisiac». 22 травня відбувся перший півфінал конкурсу, за його підсумками співачка вийшла до фіналу.

## Дискографія

### Студійні альбоми
- 2012 — TBR

### Цифрові сингли
- 2010 — «Kentro Tou Kosmou» (англійська версія: Tables are turning)
- 2010 — «Otan Hamilonoume To Fos»
- 2011 — «Never» (Housetwins feat. Elle)
- 2012 — «Aphrodisiac»

### Музичні відео
- 2010 — «Kentro Tou Kosmou»
- 2011 — «Never» (Housetwins feat. Elle)